# Isabelle de Gloucester
Isabelle de Gloucester († 14 octobre 1217) est la première épouse du roi Jean d'Angleterre. 
Elle est également connue pour le grand nombre de ses prénoms : Hadwisa, Hawise, Havise, Joan, Eleanor, Avise et Avisa.

## Biographie
Isabelle est la fille de Guillaume FitzRobert, comte de Gloucester, et de son épouse, Hawise de Beaumont. Son grand-père paternel Robert de Gloucester était le fils illégitime du roi Henri Ier d'Angleterre. Son père meurt en 1183 et, comme il n'a aucun héritier mâle, le titre de comte retourne à la Couronne. Une nouvelle création lui est accordée en 1186, et elle devient comtesse de Gloucester de jure.
Le 29 août 1189, elle se marie avec Jean, comte de Cornouailles, au château de Marlborough, dans le Wiltshire, et son époux assume alors le titre en son droit. Peu avant ou après son accession au trône en 1199, Jean obtient du pape Innocent III la reconnaissance de nullité de son mariage, infécond, pour cause de consanguinité ; cousins, ils descendent l'un et l'autre du roi Henri Ier. Isabelle n'a jamais été reconnue comme reine, et son ancien titre retourne à la Couronne. Son neveu Amaury VI de Montfort-Évreux reçoit le titre de comte de Gloucester (1199). Après sa mort, elle retrouve son titre.
Elle se remarie avec Geoffrey III de Mandeville, 2e comte d'Essex, le 20 janvier 1214. Après la mort de son second époux en 1216, elle se marie avec Hubert de Burgh (plus tard comte de Kent) en septembre 1217. Isabelle meurt un mois après, et est inhumée dans la cathédrale de Canterbury.

## Sources